# Sanma
Sanma je pokrajina u državi Vanuatu u južnom Pacifiku.

## Etimologija
Isto kao kod ostalih šest pokrajina Vanuatua, njeno ime umjetna je tvorevina i sastoji se od početnih slova otoka koje čine tu pokrajinu: Espiritu Santo i Malo.

## Zemljopis
Smještena je jugozapadno od pokrajine Torba, zapadno od pokrajine Penama i sjeverno do pokrajine Malampa. Glavni grad pokrajine je Luganville.

### Otoci
| Ime            | Broj stanovnika | Površina u km2 |
| -------------- | --------------- | -------------- |
| Aese           | 0               |                |
| Aore           | 556             | 58             |
| Araki          | 140             | 2,5            |
| Bokissa        | 56              |                |
| Espiritu Santo | 39 606          | 4 010          |
| Malo           | 4 273           | 180            |
| Malokilikili   | 19              |                |
| Mavea          | 207             |                |
| Tangoa         | 394             |                |
| Tutuba         | 609             |                |
| Sakao          | 0               |                |
| Urelapa        | 0               |                |

## Stanovništvo
Pokrajina ima 32.000 stanovnika na području koje zauzima 4248 km².